# Victor Gurner Logan van Someren
Victor Gurner Logan van Someren (* 6. Oktober 1886 in Melbourne, Australien; † 24. Juli 1976 in Karen bei Nairobi, Kenia) war ein britischer Lepidopterologe und Ornithologe.

## Leben
Van Someren war der viertälteste Sohn von Robert Peagan Garling van Someren, der in einer Anwaltskanzlei in den Federated Malay States tätig war, und seiner Frau Alice Logan. Er kam während eines Aufenthalts seiner Eltern in Melbourne zur Welt. Seine frühe Kindheit verbrachte er in den Federated Malay States, doch später zog er mit seiner Mutter und drei älteren Brüdern nach Schottland. Er wurde am George Watson’s College und an der University of Edinburgh ausgebildet und machte seinen Abschluss in Medizin und Zahnchirurgie. Van Someren trat 1911 als Arzt in den Kolonialdienst in Britisch-Ostafrika (heute Kenia) ein und lebte in Nairobi. Er interessierte sich sehr für Vögel und andere Tiere, genau wie sein Bruder, der schon in Ostafrika war und dort Vögel gesammelt hatte. Die Ergebnisse der Sammlungen veröffentlichte er 1916 in der Zeitschrift Ibis. Ein beträchtlicher Teil der Sammlung von etwa 2500 Exemplaren wurde an das Royal Scottish Museum in Edinburgh geschickt. Im Jahr 1911 hatten die beiden Brüder das Buch Studies of birdlife in Uganda veröffentlicht.
Van Someren verfügte über ein großes Netzwerk von afrikanischen Sammlern, die unter der Aufsicht von Kolonialbeamten in ganz Ostafrika eine beachtliche Anzahl von Tierproben zusammentrugen. Er arbeitete mit Museen in Großbritannien und den Vereinigten Staaten zusammen, unter anderem mit dem Tring Museum, dem Natural History Museum und dem Field Museum of Natural History in Chicago. Im Jahr 1949 umfasste die von van Someren zusammengestellte Sammlung 17.000 Exemplare. Van Someren war ein vielseitiger Feldbiologe, der sich für Vögel, Säugetiere und Insekten interessierte. Er sammelte auch Pflanzen, die er zu den Kew Gardens schickte. Außerdem machte er Fotografien und Farbbilder von Vögeln, die in verschiedenen Publikationen veröffentlicht wurden. Bis 1959 schickte er bereits 300.000 Insektenproben an das Natural History Museum und später weitere 16.000 Schmetterlingsexemplare, unter anderem an US-amerikanische Museen. Zwischen 1920 und 1939 schrieb er eine große Anzahl von Artikeln über Vögel und Insekten für die Zeitschrift des Naturkundemuseums.
Zwischen 1907 und 1973 malte Van Someren über 2000 Farbtafeln von Vögeln für das Werk Birds of East Africa: A Collection of Lithographs Prepared from the Originals Drawn from Nature von A. C. Allyn, von dem von 15 geplanten Bänden jedoch nur einer veröffentlicht wurde. Ausgiebigen Gebrauch von seinen Fotografien machten Cyril Mackworth-Praed und Claude Henry Baxter Grant in ihrem zweibändigen Werk African Handbook of Birds aus den Jahren 1952 und 1955. Henri Schouteden verwendete zahlreiche Schwarz-Weiß-Zeichnungen Van Somerens in seinem Werk De vogels van Belgisch Congo en van Ruanda-Urundi.
1911 wurde van Someren Mitglied der East Africa and Uganda Natural History Society, 1914 wurde er zum Ehrensekretär ernannt. Im Jahr 1932 ging er als Kolonialbeamter in den Ruhestand und zog sich 1940 auf ein Anwesen außerhalb von Nairobi zurück. In den 1930er Jahren arbeitete er an der Gründung des Coryndon Museums (heute National Museums of Kenya) in Nairobi. Er war dort erster Kurator und 1938 der erste Direktor.
Van Someren beschrieb eine große Anzahl von Schmetterlings- und Vogeltaxa, darunter den Gelblaufschnäpper (Muscicapa sethsmithi), den Sokokepieper (Anthus sokokensis), den Tsavonnektarvogel (Cinnyris tsavoensis), den Karamojafeinsänger (Apalis karamojae), den Gelbaugen-Borstenbülbül (Bleda ugandae) und die Braunstirneremomela (Eremomela turneri).
Für seine systematischen Arbeiten wurde er mehrfach ausgezeichnet, darunter mit der Anders-Jahan-Retzius-Medaille der Universität Lund, außerdem war er Mitglied der Linnean Society of London.

## Dedikationsnamen
Nach van Someren sind die Panzerspitzmaus (Scutisorex somereni), die Welsart Chiloglanis somereni, die Kärpflingsart Labeobarbus somereni sowie die Unterarten Podica senegalensis somereni, Terpsiphone ruviventer somereni, Hedydipna collaris somereni und Crithagra atrogularis somereni benannt.

## Schriften (Auswahl)
- The butterflies of Kenya and Uganda. Vol. II. Parts 1–2, 1934
- Catalogue of the European and Asiatic migrants to Kenya and Uganda, with brief outline of the subject of migration of birds, 1931
- Days with birds; studies of habits of some East African species, 1956
- Revisional notes on African Charaxes (Lepidoptera: Nymphalidae). Part I. Bulletin of the British Museum (Natural History) (Entomology), 1963, S. 195–242.
- Revisional notes on African Charaxes (Lepidoptera: Nymphalidae). Part II. Bulletin of the British Museum (Natural History) (Entomology), 1964, S. 181–235.
- Revisional notes on African Charaxes (Lepidoptera: Nymphalidae). Part III. Bulletin of the British Museum (Natural History) (Entomology), 1966, S. 45–101.
- Revisional notes on African Charaxes (Lepidoptera: Nymphalidae). Part IV. Bulletin of the British Museum (Natural History) (Entomology), 1967, S. 277–316.
- Revisional notes on African Charaxes (Lepidoptera: Nymphalidae). Part V. Bulletin of the British Museum (Natural History) (Entomology), 1969 S. 75–166.
- Revisional notes on African Charaxes (Lepidoptera: Nymphalidae). Part VI. Bulletin of the British Museum (Natural History) (Entomology), 1970, S. 197–250.
- Revisional notes on African Charaxes (Lepidoptera: Nymphalidae). Part VII. Bulletin of  the British Museum (Natural History) (Entomology), 1971, S. 181–226.
- Revisional notes on African Charaxes (Lepidoptera: Nymphalidae). Part VIII. Bulletin of the British Museum (Natural History) (Entomology), 1972, S. 215–264.
- Revisional notes on African Charaxes (Lepidoptera: Nymphalidae). Part IX. Bulletin of the British Museum of Natural History (Entomology) 29 (8), 1974, S. 415–487.
- Revisional notes on African Charaxes, Palla and Euxanthe (Lepidoptera: Nymphalidae). Part X. Bulletin of the British Museum of Natural History (Entomology) 32 (3), 1975, S. 65–136.